# Одликовања Савезне Републике Југославије
Одликовања Савезне Републике Југославије била су знак јавног признања које је Савезна Република Југославија (СРЈ) додељивала за рад или дела која су заслуживала опште признање. Могла су се доделити грађанима СРЈ, домаћим правним лицима, јединицама и установама Војске Југославије и јединицама савезног и републичких министарстава унутрашњих послова, као и иностраним држављанима и правним лицима. Одликовања СР Југославије била су подељена у четири врсте — ордени, велика одликовања, медаље и споменице, а додељивана су у складу са савезним Законом о одликовањима донетим 3. децембра 1998. године.
У периоду од формирања СРЈ, априла 1992. до доношења Закона о одликовањима, децембра 1998. прошло је шест и по година и у том периоду одликовања нису додељивана. Након формирања Државне заједнице Србије и Црне Горе, фебруара 2003. одликовања СРЈ, заједно са државним симболима СРЈ, остала су у употреби до престанка постојања државне заједнице и фомирања независних држава Црне Горе и Србије, јуна 2006. године. Међу одликовањима СРЈ задржана су нека ранија одликовања СФР Југославије, као што су — Орден народног хероја, Орден слободе, Орден за храброст, Орден југословенске заставе и др.
Председник СРЈ Слободан Милошевић доделио је више од 15.000 различитих одликовања, углавном после НАТО бомбардовања, војницима и полицајцима за храброст у одбрани отаџбине. Војислав Коштуница, за време свог мандата, уручио је 3.152 одликовања, док је Светозар Маровић, једини председник Србије и Црне Горе, уручио је око 1.800 одликовања.

## Ордени
- Орден Југославије
- Орден југословенске велике звезде
- Орден слободе
- Орден народног хероја
- Орден југословенске заставе
- Орден ратне заставе (III реда)
- Орден југословенске звезде (III реда)
- Орден заслуга за Савезну Републику Југославију (III реда)
- Орден витешког мача (III реда)
- Орден Војске Југославије (III реда)
- Орден Немање (III реда)
- Орден Његоша (III реда)
- Орден Вука Караџића (III реда)
- Орден Тесле (III реда)
- Орден рада
- Орден за храброст
- Орден за заслуге у области одбране и безбедности (III реда)

## Велика одликовања
- Медаља Обилића
- Медаља части
- Цвијићева медаља
- Медаља Белог анђела
- Медаља човекољубља

## Медаље
- Медаља за дугогодишњу ревносну службу држави (40, 30, 20, 10 година)
- Медаља за заслуге у пољопривреди (три степена)
- Медаља за заслуге у привреди (три степена)
- Медаља за заслуге у просвети и култури (три степена)
- Медаља за дугогодишњу ревносну службу у областима одбране и безбедности (40, 30, 20, 10 година)
- Медаља за врлине у областима одбране и безбедности
- Медаља за заслуге у областима одбране и безбедности